# 釧路市丹頂鶴自然公園
43°03′28.5″N 144°11′47.8″E / 43.057917°N 144.196611°E

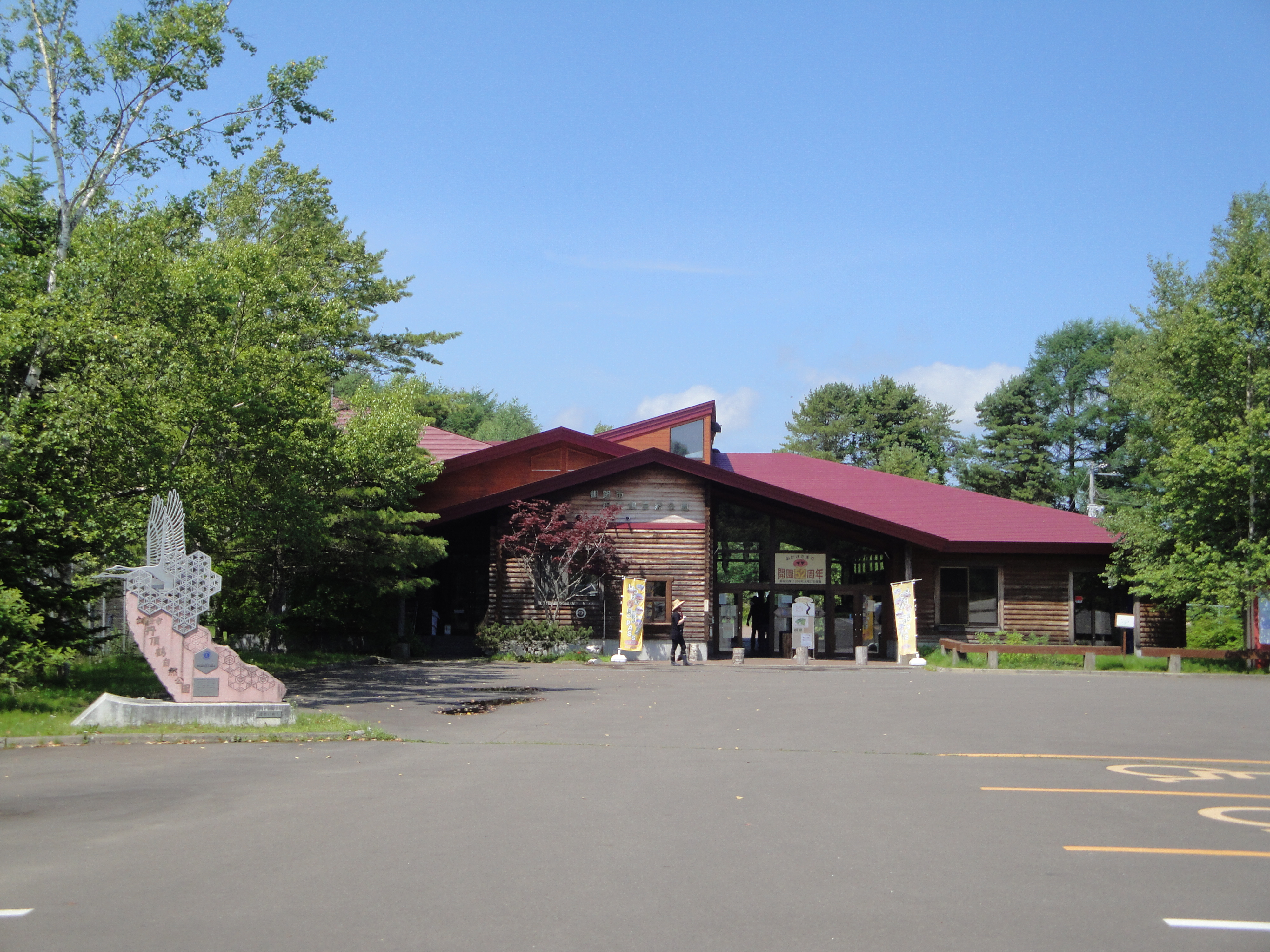
釧路市丹頂鶴自然公園

釧路市丹頂鶴自然公園是位於日本北海道釧路市以丹頂鶴為主題的動物園，佔地面積96,000平方公尺，屬於釧路市動物園的附屬設施，現委託釧路市公園綠化協會經營管理。

## 歷史
釧路濕地的丹頂鶴在1925年開始成為禁止被獵捕的動物，1935年釧路居民成立了「釧路國丹頂鶴保護會」開始積極保護丹頂鶴，1957年保護會開始規劃以保護及繁殖為目的來建立「鶴公園」，成立了「丹頂鶴自然公園建設期成會」。經過一年的準備，在1958年8月正式成立了丹頂鶴自然公園，2000年4月公園移交給釧路市動物園。
1958年成立之初，自然公園從放養五隻丹頂鶴開始，在1968年時，在園內完成了丹頂鶴的自然孵化，1970年進一步實現了人工孵化；目前園內約飼養有20隻的丹頂鶴。

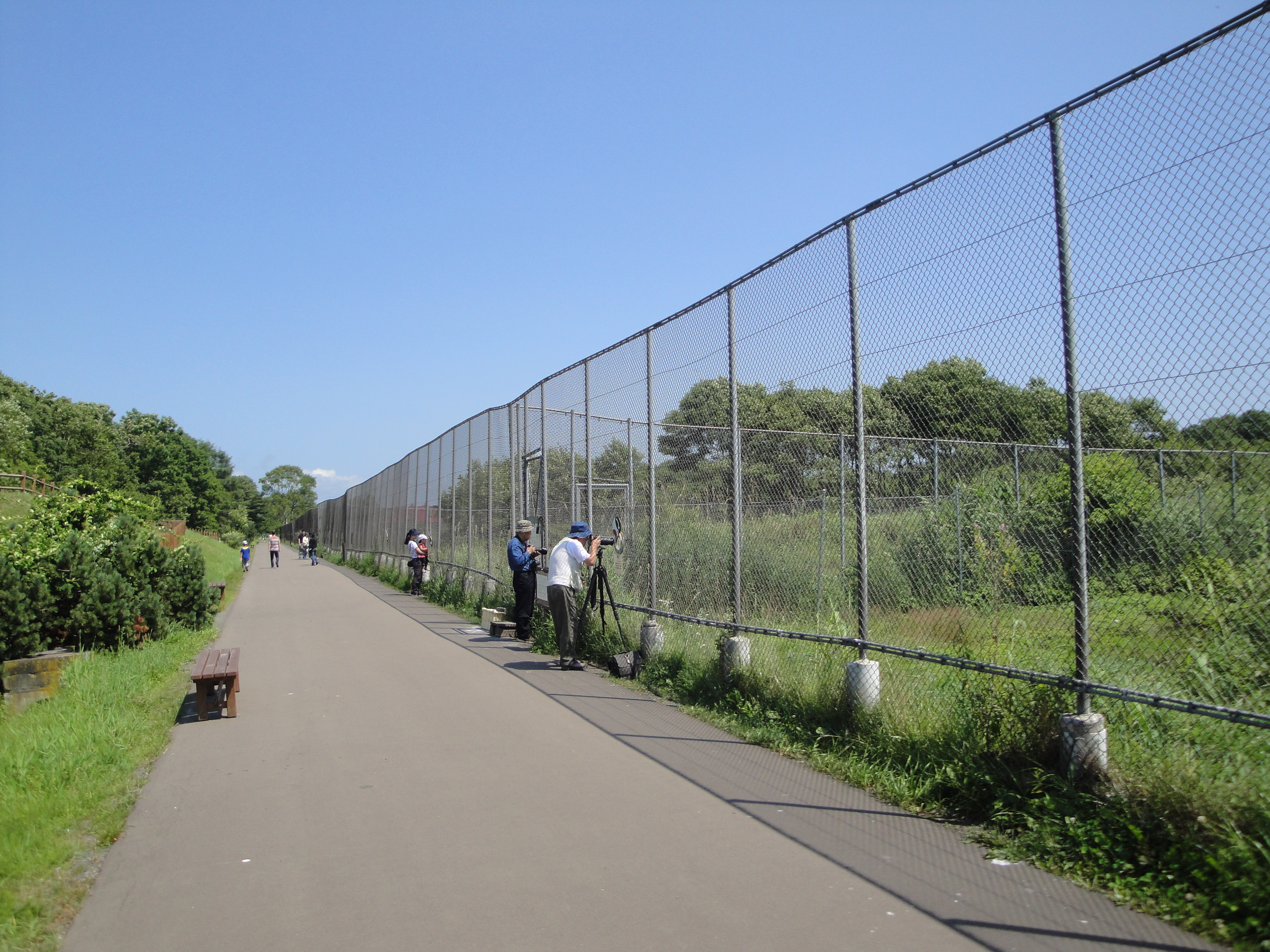
園內主要通道，右側鐵絲網後方為丹頂鶴飼育區
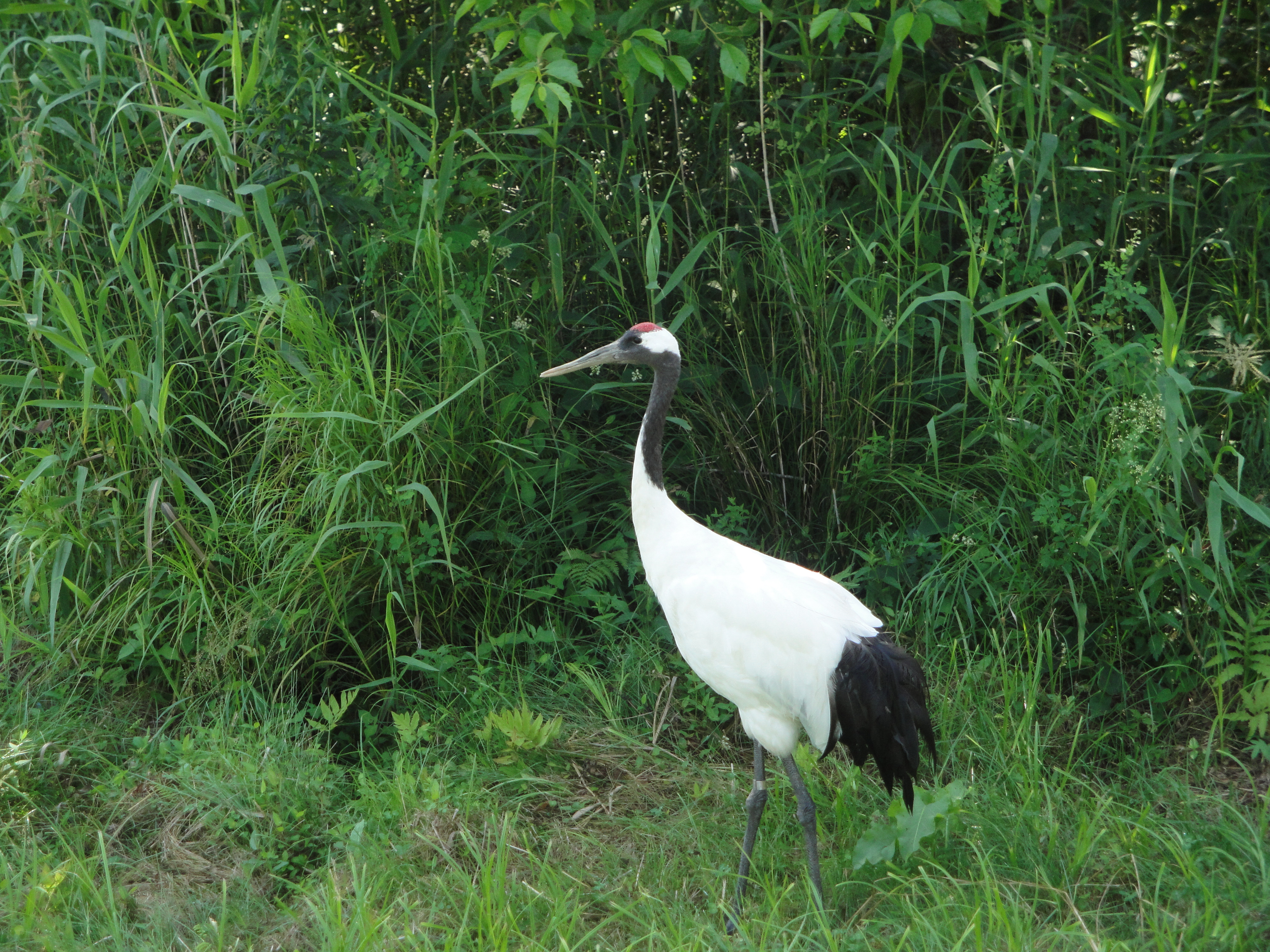
園內丹頂鶴
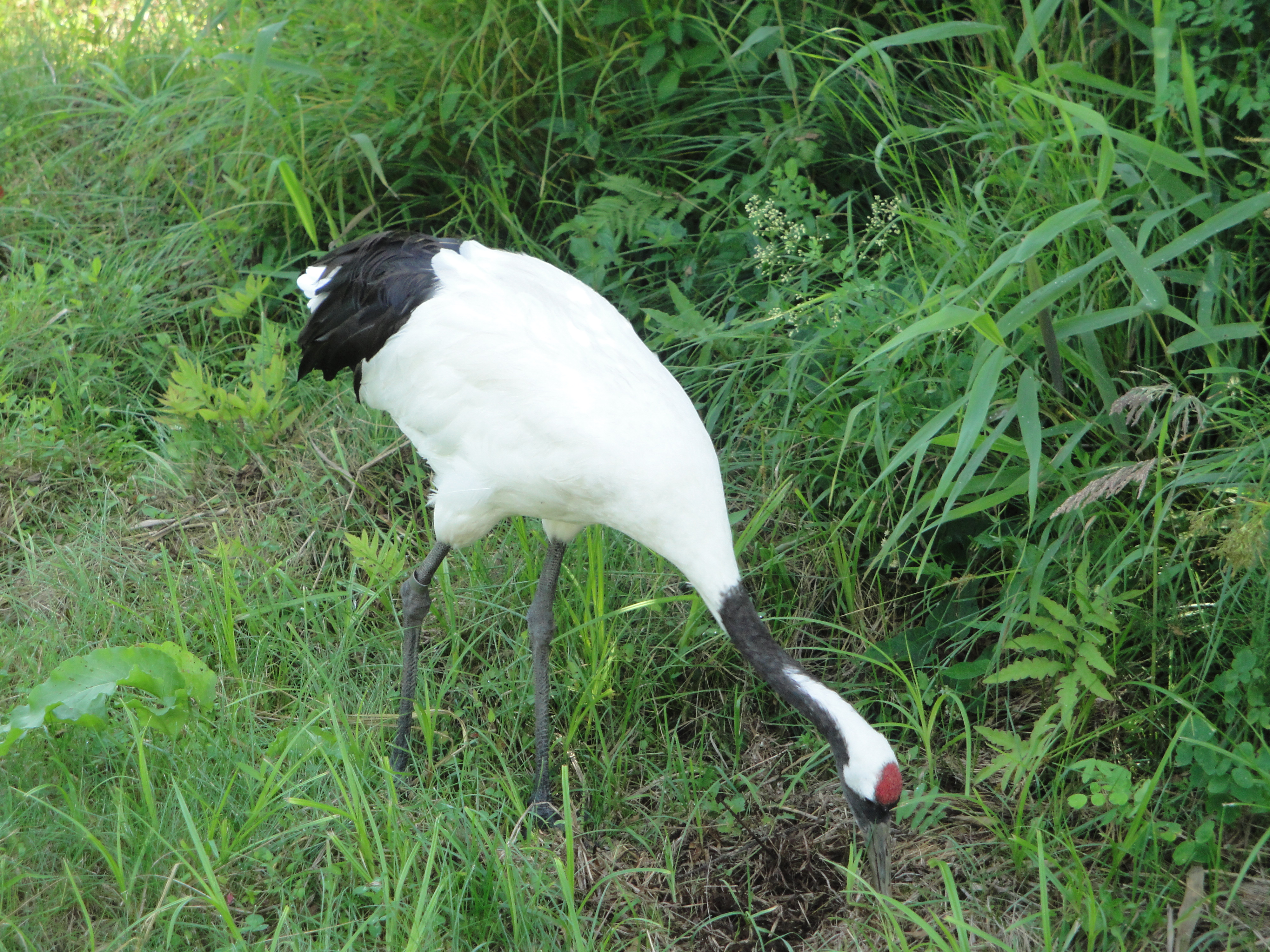
園內丹頂鶴
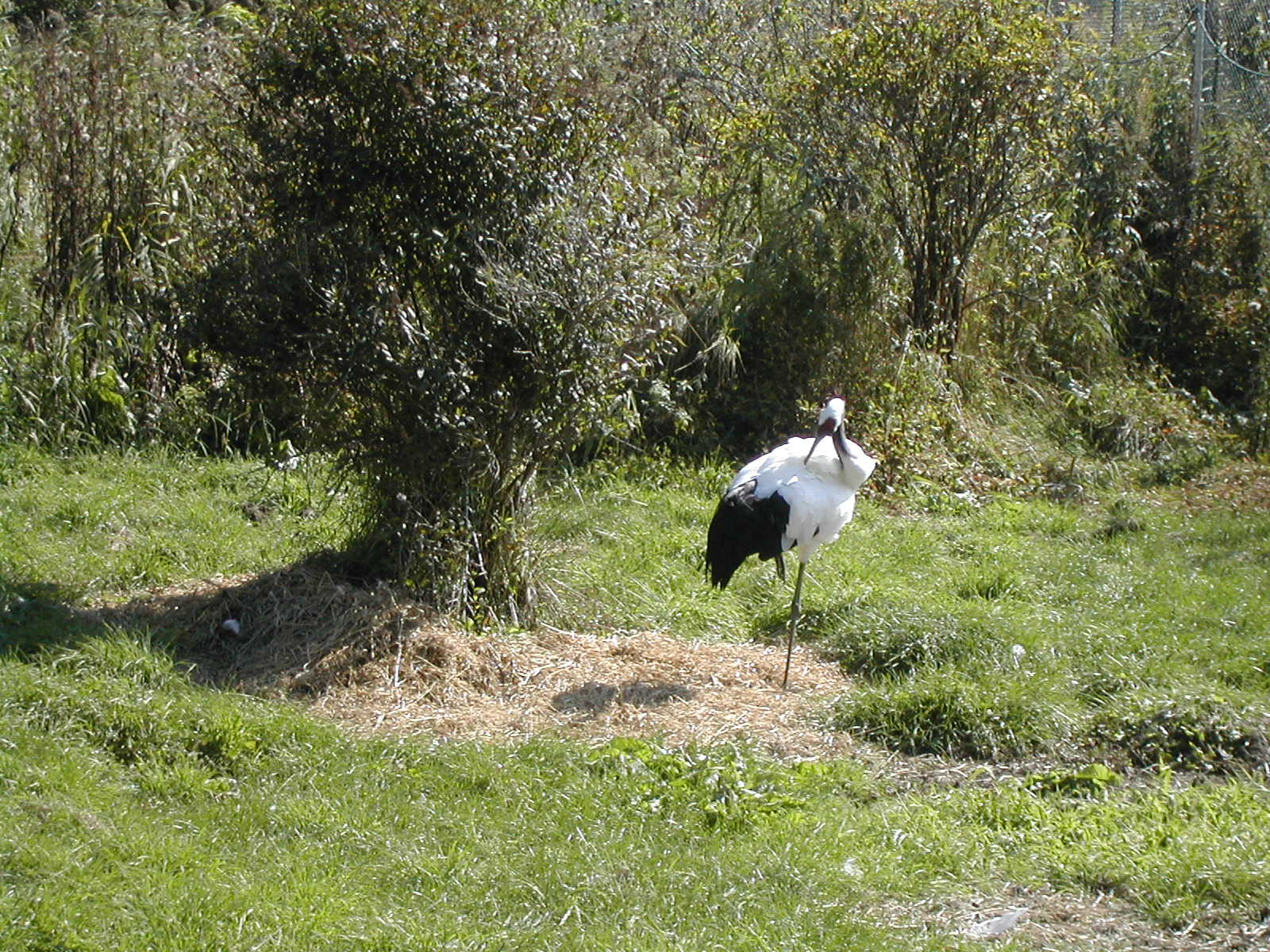
園內丹頂鶴
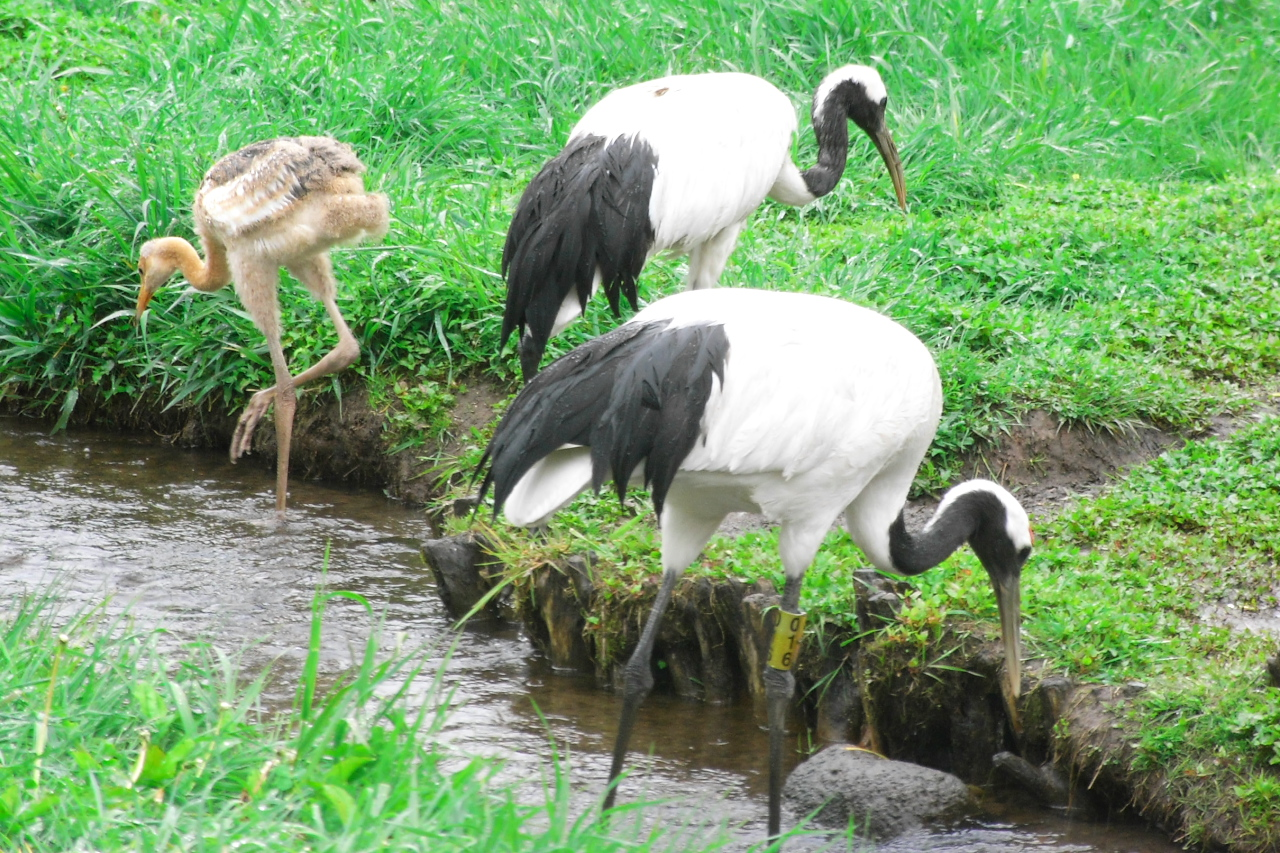
園內丹頂鶴及幼鳥
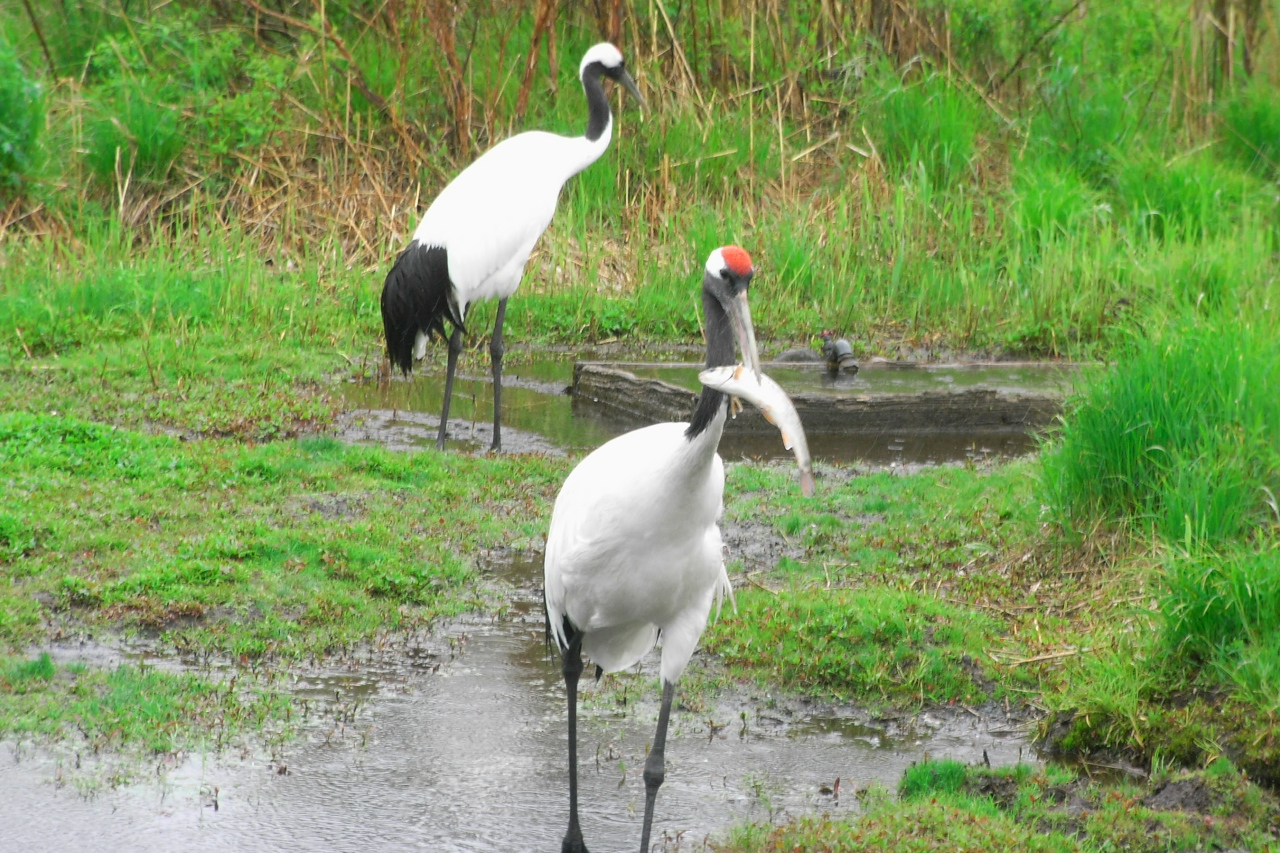
園內丹頂鶴

## 外部連結
- （日語） 釧路市丹頂鶴自然公園 （页面存档备份，存于）